# Mozart e Salieri (opera teatrale)
Mozart e Salieri (in russo Моцарт и Сальери?, Mocart i Sal'eri) è un dramma poetico breve in un atto e due scene di Aleksandr Puškin del 1830. Tratta la nota leggenda romantica dell'invidia che spinge il compositore italiano Antonio Salieri ad avvelenare il collega Wolfgang Amadeus Mozart.
Fu inscenata due sole volte durante la vita di Puškin al Bol'šoj di Pietroburgo. Divenne un'opera omonima di Rimskij-Korsakov (1897) e fu presa a spunto da Peter Shaffer per la pièce Amadeus (1978), da cui Miloš Forman derivò a sua volta un film vincitore di otto premi Oscar (1984).

## Personaggi
- Wolfgang Amadeus Mozart
- Antonio Salieri
- un violinista cieco (personaggio muto)

## Trama

### Atto unico

#### Scena I
Salieri recita un monologo spiegando come da bambino, emozionato dalla musica, avesse deciso di consacrarsi a quest'arte, e narra il duro lavoro affrontato per apprenderne la tecnica, le prime composizioni, la meritata gloria, infine l'invidia del genio di Mozart, che considera ozioso e libertino. Mozart si presenta con un cieco e gli fa cantare l'aria Voi che sapete dalle Nozze di Figaro. Salieri espelle il cieco e accoglie Mozart, che gli presenta della musica. Leggendo la partitura, Salieri è incantato e invita Mozart a pranzo. Segue un nuovo monologo di Salieri che esprime l'intenzione di avvelenare Mozart.

#### Scena II
I due compositori sono a tavola. Mozart racconta a Salieri un fatto strano: un personaggio mascherato e vestito di nero gli ha commissionato un Requiem. Mentre è intento a dargli dimostrazione di questa composizione al pianoforte, Salieri gli versa del veleno nel bicchiere. Mozart lo beve, si alza da tavola e ha un malore.